# 大卫·诺兰
大卫·弗雷泽·诺兰（英語：David Fraser Nolan；1943年11月23日—2010年11月21日）是美国政治家。他是美国自由意志党创始人之一，在1971年主持了该党的成立会议。之后，诺兰相继担任了该党的全国委员会主席、通讯编辑、章程委员会主席、司法委员会主席和纲领委员会主席。他还因发明诺兰曲线而闻名。

## 早年生活
1943年11月23日，诺兰出生在华盛顿特区，并在马里兰州长大。高中期间，他受到安·兰德和罗伯特·海因莱因的自由意志主义影响。之后他就读于麻省理工学院，在1965年获得理学学士。1964年，他在麻省理工学院就读期间协助建立了一个学生组织，为共和党总统候选人巴里·戈德华特提供支持。

## 政治生涯

诺兰曲线和一般的政治光谱不同的是他是二维的，一般的政治光谱是一条轴线。

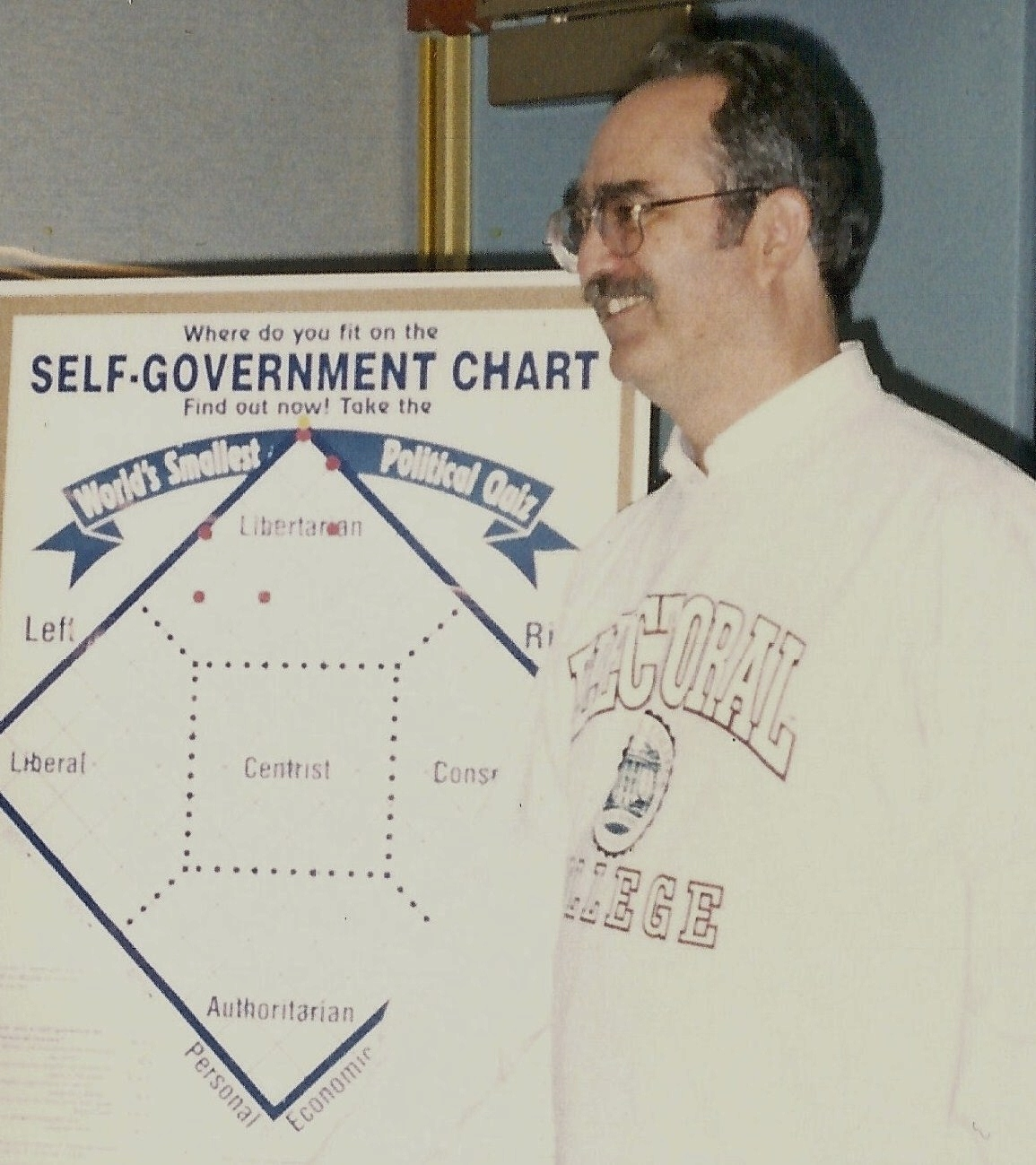
1996年自由党全国代表大会上的诺兰和他发明的诺兰曲线照片。